# Landgrafenkrone

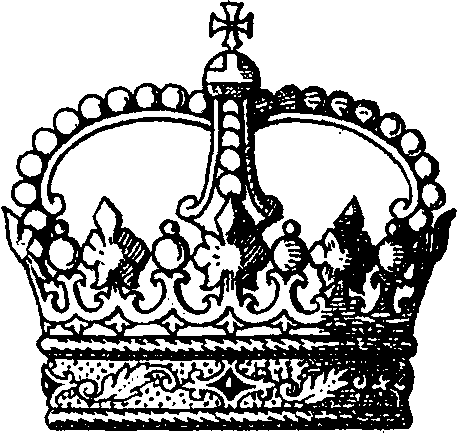
Heraldische Krone eines Landgrafen

Die Landgrafenkrone besteht aus einem goldenen Stirnreif. Auf diesem sind fünf Blatt- und vier Perlenzinken aufgesetzt. Vier Kronenbügel überspannen die Krone und auf dem höchsten Punkt ist ein Reichsapfel aufgesteckt. Drei Kronenbügel sind sichtbar.
Die Krone ist ein wenig genutztes Rang- und Würdezeichen in der Heraldik für Landgrafen.
- Der Hausorden vom Goldenen Löwen hat die Krone seit dem 19. Jahrhundert an der Collane. Der Orden war 1770 gestiftet worden.
- Im 18. Jahrhundert führten die Markgrafen von Brandenburg-Schwedt eine Landgrafenkrone.[1]